# Jeff Kobernus
Jeffrey Gilbert Kobernus (né le 30 juin 1988 à San Leandro, Californie, États-Unis) est un joueur de deuxième but des Ligues majeures de baseball. Il est présentement agent libre.

## Carrière

### Ligues mineures
Joueur des Golden Bears de l'Université de Californie à Berkeley, Jeff Kobernus est un choix de deuxième ronde des Nationals de Washington en 2009. Il joue quatre saisons entières dans les ligues mineures avec des clubs affiliés aux Nationals avant d'atteindre le baseball majeur. Durant son parcours vers le plus haut niveau, il passe par deux autres franchises : le 6 décembre 2012, il est sélectionné par les Red Sox de Boston au repêchage de la règle 5[réf. souhaitée] mais ceux-ci le transfèrent immédiatement aux Tigers de Détroit contre Justin Henry, un joueur de position des ligues mineures. Au camp d'entraînement des Tigers au printemps 2013, Kobernus est en compétition pour un poste au champ extérieur. Après avoir raté de peu une place dans l'équipe, il est retourné aux Nationals de Washington par les Tigers le 23 mars 2013. 
Dans les rangs mineurs, Kobernus, habituellement un joueur de deuxième but, se distingue par sa rapidité : il réussit 42 vols de buts au niveau AA chez les Senators de Harrisburg en 2012 après une saison de 53 buts volés au niveau A+ l'été précédent à Potomac dans la Ligue de la Caroline.

### Nationals de Washington
Jeff Kobernus fait ses débuts dans le baseball majeur avec Washington le 25 mai 2013 comme coureur suppléant puis voltigeur de gauche contre les Phillies de Philadelphie.